# ما چنگچینگ
ما چنگچینگ (انگلیسی: Ma Chengqing؛ زادهٔ ۱۵ نوامبر ۱۹۷۵) بازیکن بسکتبال اهل چین بود. وی در بازی‌های المپیک تابستانی ۱۹۹۶ شرکت کرده‌است.